# 사온서
사온서(司醞署)는 고려시대와 조선시대의 궁중에서 술의 제조와 공급을 맡아보던 관아로, 소속 관원으로는 영, 주부, 직장, 봉사가 있었으나 조선 중엽에 폐지되었다.
현 위치는 서울특별시 종로구 적선동 140번지 일대이다.

## 역사
고려시대에도 조선시대와 마찬가지로 위와 거의 같은 일을 담당해온 관청이 있었는데, 이들 관청은 왕대에 따라 그 명칭이 여러 번 바뀌었다. 양온서(良醞署)·장례서(掌醴署)·사온서(司醞署) 등으로 바뀐 것이 그것이다. 조선시대는 1392년(태조 1) 7월에 관제를 새로이 정할 때 사온서를 두어 주례(酒醴)의 일을 맡게 하였다. 소속관리로는 처음에는 영(令)·승(丞)·직장(直長)·부직장(副直長)을 두었으나, 1414년(태종 14) 관제개편 때 6품 서승(署丞)을 주부(注簿)로 고치고, 1446년 관제를 다시 개정함에 따라 부직장을 봉사(奉事)로 개칭하였다.